# Kristallmanufaktur Saint-Louis-lès-Bitche

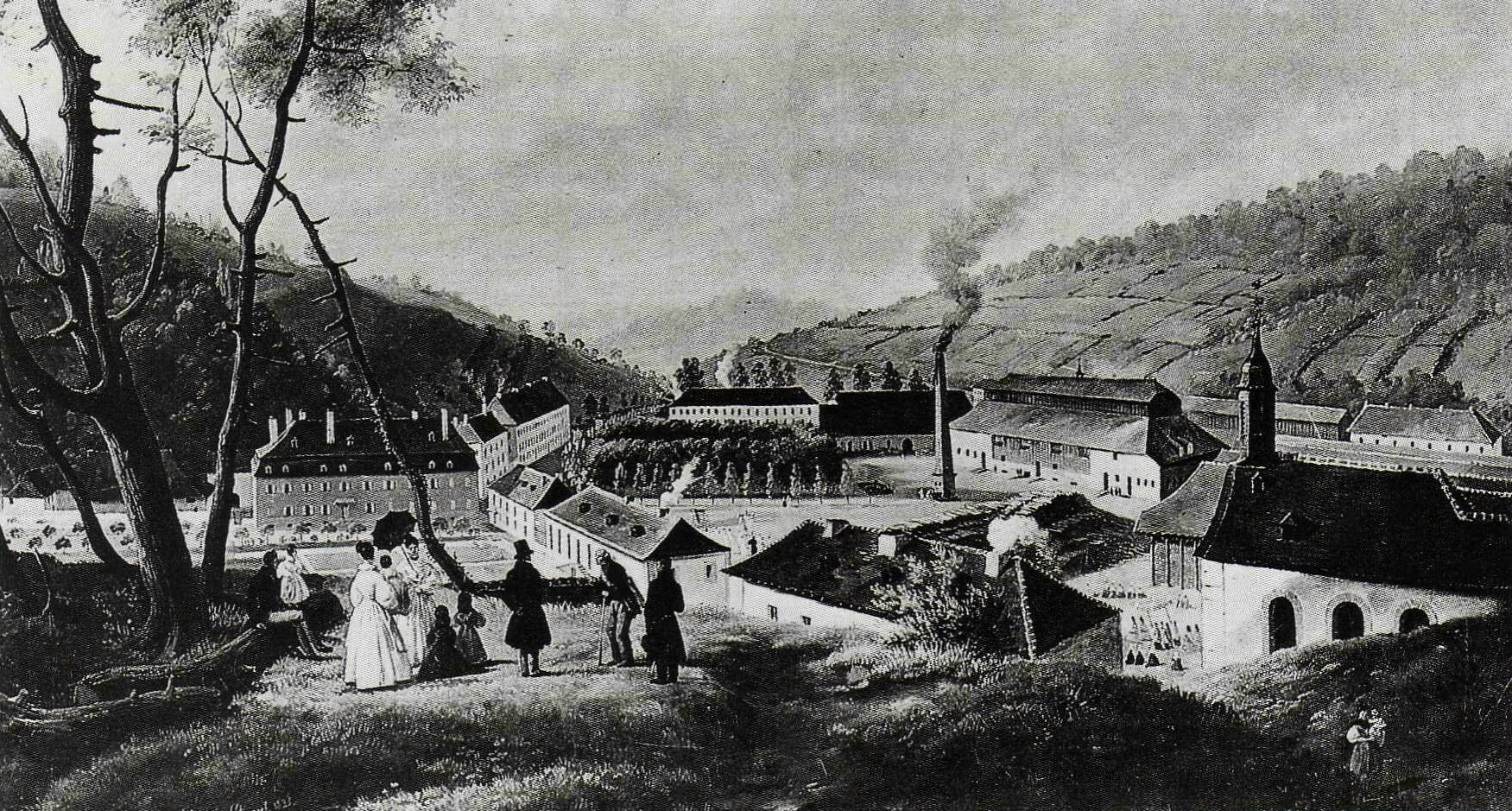
Die Manufaktur im Jahre 1836

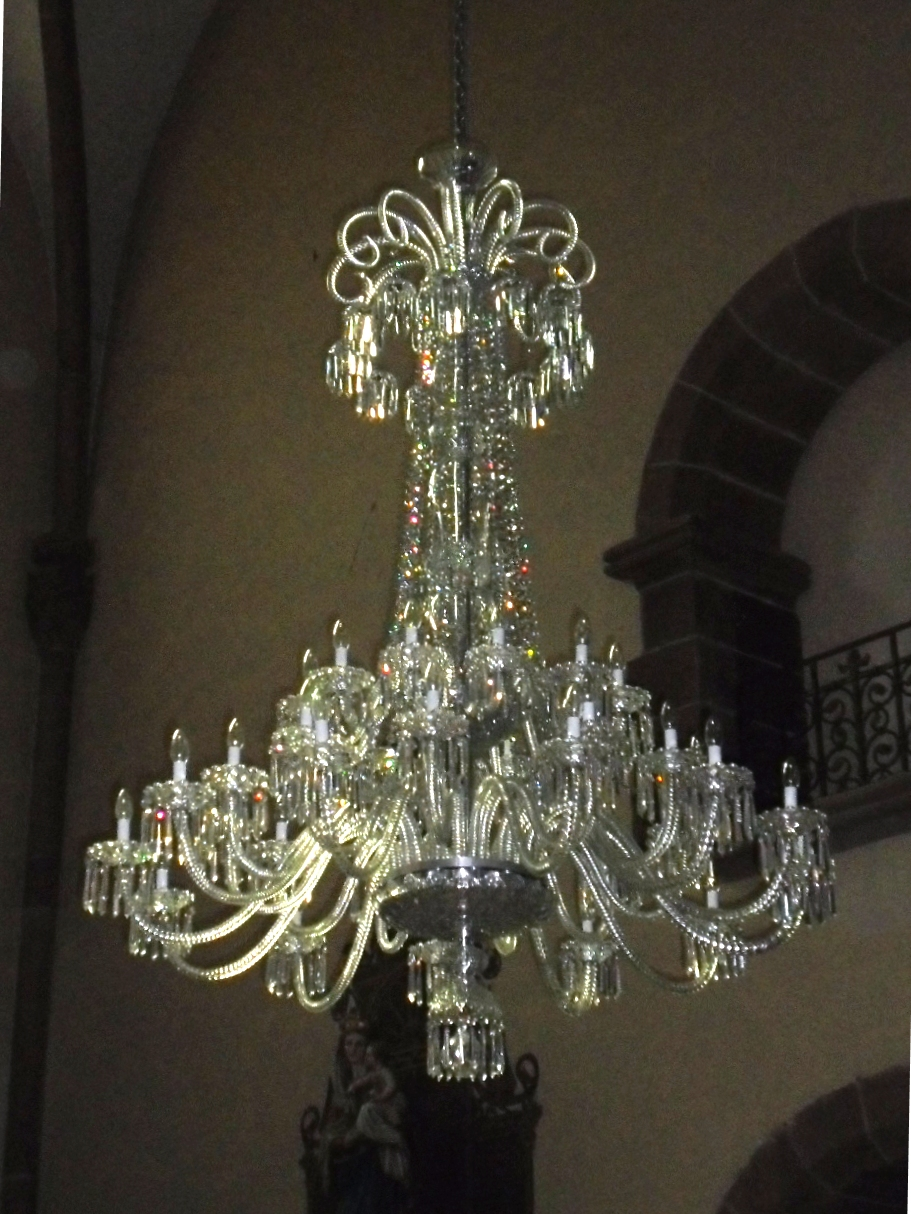
Kronleuchter von Saint-Louis-lès-Bitche

Die Kristallmanufaktur Saint-Louis-lès-Bitche (Cristalleries de Saint-Louis) ist eine bedeutende französische Kristallglasmanufaktur in der Gemeinde Saint-Louis-lès-Bitche (deutsch Münzthal) im Département Moselle.

## Geschichte
1586 wurde die Glashütte von Holbach in das Münzthal verlegt. Im Laufe des Dreißigjährigen Krieges ging der Betrieb jedoch ein. 1767 erteilte König Louis XV. René-Francois Jolly und Pierre-Étienne Ollivier die Erlaubnis, an dieser Stelle eine neue Herstellungsstätte zu errichten, die den Titel „Königliche Glaserei“ führen durfte. In Erinnerung an Louis IX. erhielt der Betrieb den Namenszusatz „Saint-Louis“. Nach und nach siedelten sich um das Werk Handwerker und Gewerbe an, zudem wurden Arbeiterwohnungen gebaut. 1781 war die Manufaktur von Münzthal-Saint-Louis das erste Unternehmen auf dem europäischen Festland, dem die Herstellung von Bleikristall gelang, wofür zuvor England das Monopol besessen hatte. Im Jahre 1788 ging die Manufaktur in das Eigentum von Baron Coëtlosquet über, dessen Familie sie bis in das 20. Jahrhundert hinein führte. Die Manufaktur ist seit 1989 Eigentum der Hermès-Gruppe.

## Produkte
Die Kristallglas-Unikate von Saint Louis sind überwiegend im Luxussegment angesiedelt. Ihr Merkmal ist die Hinwendung zu aufwendigen handwerklichen Fertigungstechniken und einer klassisch-traditionellen Formensprache. Hierin unterscheiden sie sich von anderen berühmten lothringischen Kristallglasmanufakturen wie Baccarat, wo die Gestaltung weitgehend von modifiziert moderner Formenreduktion geprägt wird. Das Kristallglas von Saint Louis wird besonders aufwendig, reich und kunstvoll verziert. Charakteristisch sind feinste Gravuren und Golddekors, ausgeführt in Feingold (24 Karat). Seit 1991 wird neben den klassischen Kristallglasserien auch Kristall in zeitgenössischem Design produziert, zum Beispiel die Serie Bubbles von 1992, entworfen von der englischen Künstlerin Teleri Ann Jones. Ein filigranes Produkt wie die Serie Bartholdi Gold aus dem Jahr 1986 beschäftigt 24 Personen (9 für das Glas, 15 für Gravur und Dekor), bis ein Satz nach 20 Tagen fertiggestellt ist. Bereits seit 1877 wird die spätbiedermeierliche Serie Caton mit großem Erfolg im Louis-Philippe-Stil produziert. Die berühmteste heute noch hergestellte Kristallglasserie ist neben der Jugendstil-Serie Thistle (seit 1913), die Empire-Serie Trianon (seit 1834).

## Umfeld
Der gesamte Ort mit seinen Manufaktur- und Verwaltungsbauten, überwiegend aus dem 19. Jahrhundert, ist architektonisch und baugeschichtlich von außerordentlichem Interesse. 

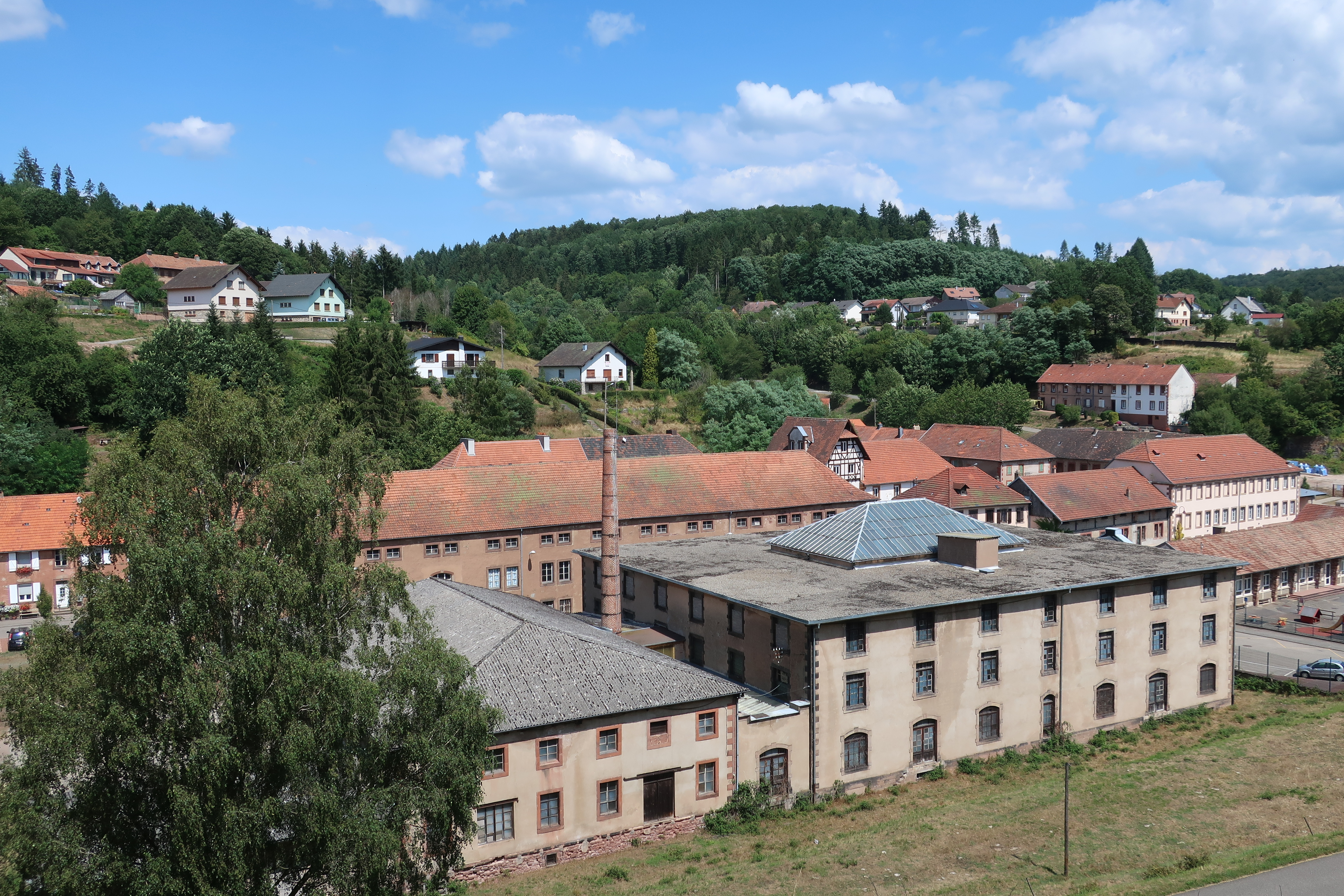
Kristallmanufaktur Saint-Louis-lès-Bitche

Im Mai 2007 wurde das Kristall-Museum „La Grand Place“ als postmoderne Architektur in das historische Manufakturgebäude integriert. Die Dauerausstellung zeigt Kristall von Saint-Louis aus drei Jahrhunderten.
Jedes Jahr zur Fronleichnamsprozession wird der von Fabrikdirektor Coëtlosquet im Jahr 1910 gestiftete, vollständig aus Kristallglas von Saint Louis hergestellte Altar aufgebaut. Auch die 1897 erbaute und ebenfalls mit reichlich Glas ausgestattete Kirche ist wesentlich der finanziellen Förderung durch die einstige Manufakturbesitzerfamilie zu verdanken. Die Kirche ersetzt eine zu klein gewordene Kapelle, die 1776 für die Arbeiter und ihre Familien errichtet und 1856 ausgebaut worden war.